# Ormiański patriarcha Konstantynopola
Ormiański patriarcha Konstantynopola to jeden z patriarchów Apostolskiego Kościoła Ormiańskiego, autonomiczny jurysdykcyjnie, jednak podległy duchowej zwierzchności Katolikosa Wszystkich Ormian rezydującego w Eczmiadzynie. Ormiański patriarchat w Konstantynopolu powołał w 1461 roku sułtan Mehmed II.
Obecnie sprawuje jurysdykcję nad wiernymi Apostolskiego Kościoła Ormiańskiego w Turcji i na Krecie.

## Lista ormiańskich patriarchów Konstantynopola
- Hovagim I (1461-1478)
- Nigolayos I (1478-1489)
- Garabed I (1489-1509)
- Mardiros I (1509-1526)
- Krikor I (1526-1537)
- Astvadzadur I (1537-1550)
- Stepanos I (1550-1560)
- Diradur I (1561-1563)
- Hagop I (1563-1573)
- Hovhannes I (1573-1581)
- Tovmas I (1581-1587)
- Sarkis I (1587-1590)
- Hovhannes II (1590-1591)
- Azaria I (1591-1592)
- Sarkis II (1592-1596)
- Diradur I (1596-1599), 2 raz
- Melkisetek I (1599-1600)
- Hovhannes III (1600-1601)
- Krikor II (1601-1608) 
  - wakat (1608-1611)
- Krikor II (1611-1621), 2 raz
- Hovhannes III (1621-1623), 2 raz
- Krikor II (1623-1626), 3 raz
- Hovhannes III (1631-1636), 3 raz
- Zakaria I (1636-1639)
- Tavit I (1639-1641)
- Giragos I (1641-1642)
- Hacatur I (1642-1643)
- Tavit I (1643-1644), 2 raz
- Tovmas II (1644)
- Tavit I (1644-1649), 3 raz
- Tavit I (1650-1651), 4 raz
- Yegiazar I (1651-1652)
- Hovhannes IV (1652-1655) 
  - wakat (1655-1657)
- Tovmas II (1657-1659), 2 raz
- Mardiros II (1659-1660)
- Gazar I (1660-1663)
- Hovhannes V (1663-1664)
- Sarkis III (1664-1665)
- Hovhannes V (1665-1667), 2 raz
- Sarkis III (1667-1670), 2 raz
- Stepanos II (1670-1674)
- Hovhannes VI (1674-1675)
- Andreas I (1673-1676)
- Garabed II (1676-1679)
- Sarkis IV (1679-1680)
- Garabed II (1680-1681), 2 raz
- Toros I (1681)
- Garabed II (1681-1684), 3 raz
- Yeprem I (1684-1686)
- Garabed II (1686-1687), 4 raz
- Toros I (1687-1688), 2 raz
- Hacadur II (1688)
- Garabed II (1688-1689), 5 raz
  - wakat (1689-1692)
- Matteos I (1692-1694)
- Yeprem I (1694-1698), 2 raz
- Melkisetek II (1698-1699)
- Mihitar I (1699-1700)
- Melkisetek II (1700-1701), 2 raz
- Yeprem I (1701-1702), 3 raz
- Avedik I (1702-1703)
- Kalust Gaydzag I (1703-1704)
- Nerses I (1704)
- Avedik I (1704-1706), 2 raz
- Mardiros III (1706)
- Mikayel I (1706-1707)
- Sahag I (1707)
- Hovhannes VII (1707-1708)
- Sahag I (1708-1714), 2 raz
- Hovhannes VIII (1714-1715)
- Hovhannes IX (1715-1741)
- Hagop II (1741-1749)
- Brokhoron I (1749)
- Minas I (1749-1751)
- Kevork I (1751-1752)
- Hagop II (1752-1764), 2 raz
- Krikor II (1764-1773)
- Zakaria II (1773-1781)
- Hovhannes X (1781-1782)
- Zakaria II (1782-1799), 2 raz
- Daniel I (1799-1800)
- Hovhannes XI (1800-1801)
- Krikor IV (1801-1802)
- Hovhannes XI (1802-1813), 2 raz
- Abraham I (1813-1815)
- Bogos I (1815-1823)
- Garabet III (1823-1831)
- Stepanos II (1831-1839)
- Hagapos III (1839-1840)
- Stepanos II (1840-1841), 2 raz
- Astvadzadur II (1841-1844)
- Matteos II (1844-1848)
- Hagapos III (1848-1856), 2 raz
- Kevork II (1856-1860)
- Sarkis V (1860-1861)
- Bogos II (1863-1869)
- Ignatios I (1869)
- Mkrticz Chrimian (1869-1873)
- Nerses II (1874-1884)
- Harutyun I (1885-1888)
- Horen I (1888-1894) 
  - wakat (1894-1896)
- Madteos Izmirlian (1896)
- Maghakia Ormanian (1896-1908)
- Madteos Izmirlian (1908-1909), 2 raz
- Jegisze Turian (1909-1910)
- Hovhannes Arscharouni (1911-1913)
- Zaven Der Yeghiayan (1913-1922) 
  - wakat (1922-1927)
- Mesrob Naroyan (1927-1943) 
  - wakat (1943-1951)
- Karekin I Khachadourian (1951-1961) 
  - wakat (1961-1963)
- Shenork Kaloustian (1963-1990)
- Karekin II Kazanjian (1990-1998)
- Mesrob II Mutafian (1998-2019)
- Sahak Mashalian (od 2019)